# Fidel Escobar
Fidel Escobar Mendieta (Cidade do Panamá, 9 de janeiro de 1995) é um futebolista panamenho que atua como zagueiro. Atualmente defende o Deportivo Saprissa.

## Carreira
Fidel Escobar fez parte do elenco da Seleção Panamenha de Futebol da Copa América de 2016.